# O-Hum
Gli O-Hum sono un gruppo rock iraniano di Teheran formatosi nel 1998. La band è composta da Shahram Sharbaf (voce solista, chitarra), Nima Ramezan (chitarra), Roozbeh Gholipour (batteria, percussioni), Pouya Shomali (basso), Saman Vandadi (tar, setar, kamanche, daf).
Gli O-Hum hanno pubblicato cinque album: Nahal-e Heyrat (1999), Hafez Ashegh Ast (2001), Aloodeh (2005), E-Hum: O-Hum Remixes 1999-2009 (2010), In Kherghe Biandaz (2014). Il loro stile musicale è una miscela di musica rock occidentale con musica, scale e strumenti tradizionali persiani.

## Storia

### 1990-2001: Origini e primo album
Gli O-Hum furono fondati nel 1998 a Teheran da Shahram Sharbaf, Shahrokh Izadkhah e Babak Riahipour, anche se i primi due suonavano assieme già dal 1990. Durante un'intervista Shahram Sharbaf ha spiegato come è nata l'idea della band. Ha detto "Ho incontrato Shahrokh Izadkhah [...] e fin dalle prime note che abbiamo suonato insieme ho sentito di aver trovato il partner di cui avevo sempre bisogno [...] Ci siamo messi insieme e abbiamo fatto molti album e abbiamo iniziato a sognare di avere una rock band in Iran. In effetti, il primo album di O-Hum è stato il frutto e la naturale continuazione di ciò che stavamo facendo tra il 1990 e il 1999."
Il nome O-Hum significa "illusioni" in persiano. Sharbaf afferma che il nome della band è stato scelto in modo tale da non diventare un cliché, privandolo così di un significato fisso; Era poi una parola che si prestava facilmente ad esser scritta sia in persiano che in inglese.
Il brano Darvish fu tra i primi ad esser scritto dalla band. I primi brani furono distribuiti su demo tra amici, generando così una spirale che li portò alle orecchie della band chiamata Tanin Sot. Nasce così il contratto discografico grazie al quale produssero il primo album intitolato Nahal-e Heyrat e pubblicato nell'ottobre del 1999.
Gli O-Hum tennero il loro primo concerto nel marzo 2001 presso la chiesa ortodossa russa a Teheran, e nello stesso mese pubblicarono il proprio sito web pubblicandovi gratuitamente i loro brani. Fu grazie a questo che la band ottenne notorietà anche all'estero, guadagnandosi così i primi concerti tra Stati Uniti ed Europa.

### 2002-2011:Hafez Ashegh AsteAloodeh
Nel febbraio 2002 registrarono due singoli nello studio BAM di Teheran, che in seguito furono pubblicati come Hafez Ashegh Ast, pubblicandole poi gratuitamente nel proprio sito in occasione del capodanno iraniano, il Nowruz.
All'inizio del 2003 Babak Riahipour ha deciso di uscire dagli O-Hum e continuare la sua carriera personale. Più tardi, nell'estate del 2003, anche Shahrokh lasciò O-Hum e si trasferì a Vancouver, in Canada. Nell'autunno del 2003 la band pubblica il videoclip di Darvish ottenendo notevoli consensi che li portò a suonare in Germania presso Haus der Kulturen der Welt di Berlino e al Fabrik di Amburgo
Shahram iniziò la registrazione del nuovo album degli O-Hum all'inizio del 2004 e presto preparò quattordici tracce per l'album che in seguito divenne Aloodeh. L'album vedeva una band composta da Kasra Ebrahimi, Shahrokh Izadkhah, Kasra Saboktakin e comprendeva anche l'ospitalità di musicisti tradizionali. La Bamahang Productions, una etichetta discografica del Canada, ha distribuito Aloodeh il 20 dicembre 2005 in tutto il mondo, ricevendo consensi sia a livello locale che all'estero.
Il 5 dicembre 2004, gli O-Hum hanno eseguito il loro primo concerto ufficiale in Iran durante la Giornata mondiale contro l'AIDS nell'anfiteatro dell'ospedale cardiologico di Teheran. Dal 2004 al 2008 la band è stata impegnata in diversi concerti a Berlino, Amburgo, Francoforte, Rostock, Amsterdam e New York. Il 22 ottobre 2006, hanno partecipato all'Iranian Intergalactic Music Festival a Zaandam, Paesi Bassi.
Nel 2010 pubblicarono l'album E-Hum: O-Hum Remixes 1999-2009 che comprendevano alcuni loro brani remigati in versione elettronica. A questo album seguì un tour nel Regno Unito.

### 2012-in poi:In Kherghe BiandazeShatt-e Sharab
Il loro album In Kherghe Biandaz è stato pubblicato da Nashr-e Nofe l'8 marzo 2014. Fu il primo lavoro ufficiale della band in Iran, è divenne un best seller di "musica fusion" in Iran per mesi. L'album contiene 10 brani musicali ed è di 50 minuti.
Il loro ultimo album Shatt-e Sharab è uscito l'8 marzo 2022. Era reperibile attraverso i siti web di O-Hum e Shahram Sharbaf. Gli O-Hum hanno iniziato il loro lavoro sull'album nell'autunno del 2021, dove come il loro primissimo album, i tre membri, Shahram, Babak e Shahrokh, si sono riuniti di nuovo.

## Discografia

### Albums
- Nahal-e Heyrat (1999)
- Hafez Ashegh Ast (2001)
- Aloodeh (2005)
- E-Hum: O-Hum Remixes 1999-2009 (2010)
- In Kherghe Biandaz (2014)
- Shatt-e Sharab (2022)

### Singles
- Delbar-e Ayyar